# Estadio Henryk Reyman
El estadio Henryk Reyman (también conocido anteriormente como Estadio Vístula, estadio de la calle Reymont o estadio municipal de Cracovia) es un estadio de fútbol, situado en la ciudad de Cracovia, Polonia. El estadio es sede del club Wisła Cracovia y lleva el nombre del exjugador de fútbol del Wisla, Henryk Reyman, que también fue soldado del ejército polaco y participó en varias batallas.
El estadio fue construido entre 1904 y 1914 e inaugurado en 1915, aunque sufrió una remodelación en el año 1954. Entre 2004 y 2011 el recinto fue totalmente remodelado y actualmente tiene capacidad para 33.500 espectadores sentados. El estadio tuvo una asistencia récord de más de 45 000 espectadores en un partido de Copa de la UEFA contra el Celtic Glasgow en 1976.

## Localización
Antes de su actual situación el Estadio Wisla se localizaba en el distrito Oleandry, actualmente se encuentra en el distrito de negocios de Cracovia. Está situado a tres kilómetros de la Plaza del Mercado. En la misma calle se encuentran las instalaciones completas del Club Wisla Cracovia. En los terrenos cercanos el club también tiene un hotel, dos gimnasios, una piscina exterior, dos tiendas de recuerdos y una zona de venta de entradas de fútbol y baloncesto para ver a su sección de baloncesto y un restaurante privado del club "U Wiślaków". Desde la Calle Reymont se tiene acceso a las zonas A, B, C y D.
Por la "Calle del Maíz 3" paralela a la "Calle Reymont" pero por la parte posterior al estadio se entra a la zonas E y F del estadio, donde se encuentra la tribuna, que fue construida como parte de la modernización en 1954. Laz zonas tienen espacio para 5690 personas, entre ellos 1200 aficionados del equipo visitante.

## Reconstrucción
En noviembre de 2004 comenzó la remodelación del estadio. Los costos de esto han sido tomados por la ciudad de Cracovia y las autoridades polacas. La primera fase de la remodelación duró casi un año y consistió en la construcción de una nueva tribuna cubierta, que prevé unos asientos para 5600 espectadores. En la segunda fase de la reconstrucción una nueva tribuna cubierta se levantó en la otra parte, que también tiene espacio para 5600 personas. En esta plataforma se forma la figura de la estrella blanca que representa al equipo con un fondo rojo-azul, que son los colores del Wisla Cracovia.
Dentro del estadio se encuentra el museo del club. En la tercera fase un edificio de prensa de forma redonda fue erigido en una esquina del estadio, que se completó en la primavera de 2008. Las fases cuarta y quinta forman la construcción de las dos tribunas a lo largo del campo de juego. Una puesta de acuerdo con el proyecto actual tendrá 12 000 asientos en dos niveles. La tribuna con 12 000 asientos se construyó en el sitio de la tribuna principal.
Este estadio fue una de las infraestructuras reserva para la Eurocopa 2012, ya que solo podían elegir cuatro sedes en Polonia.

## Imágenes

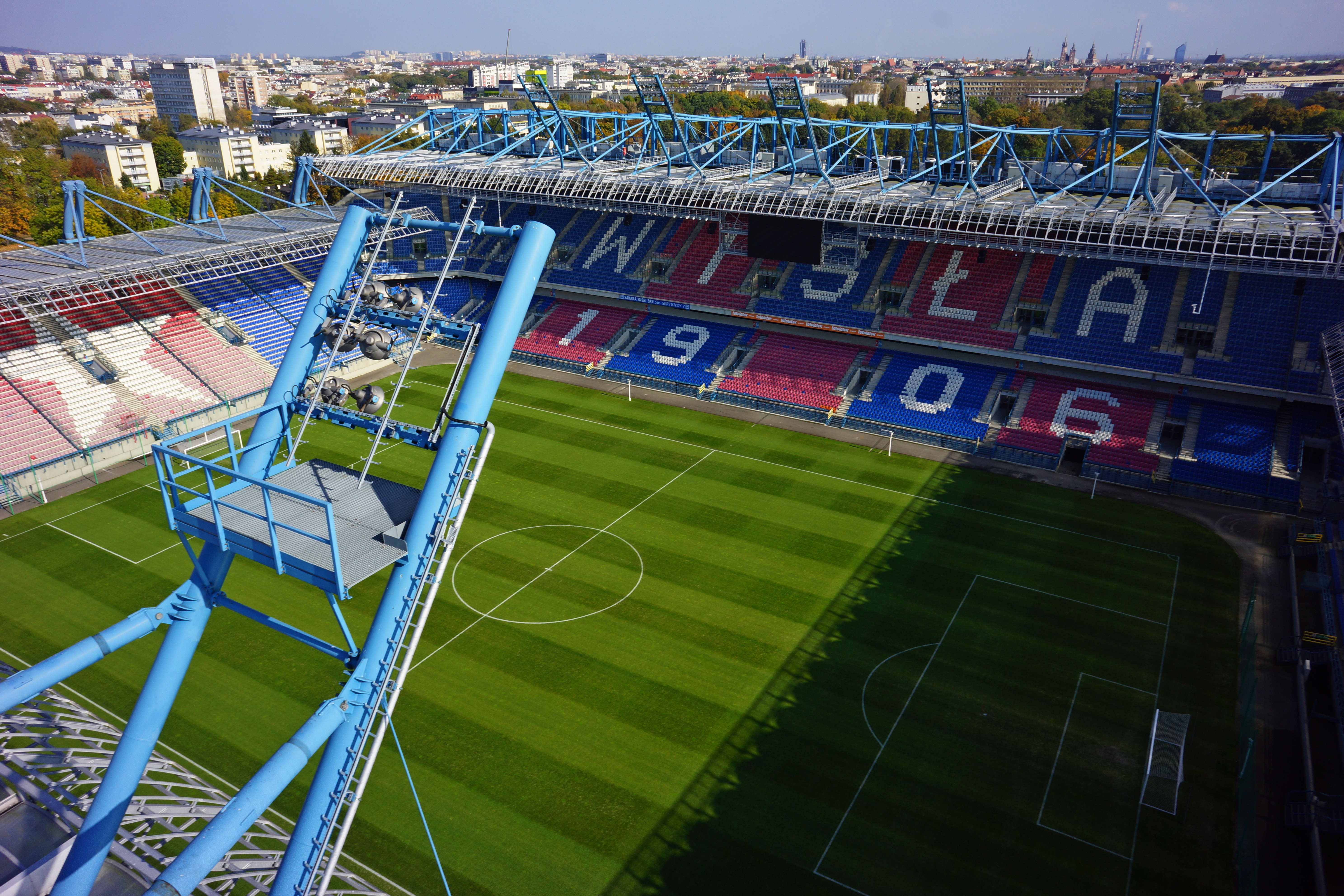
Vista aérea del estadio.
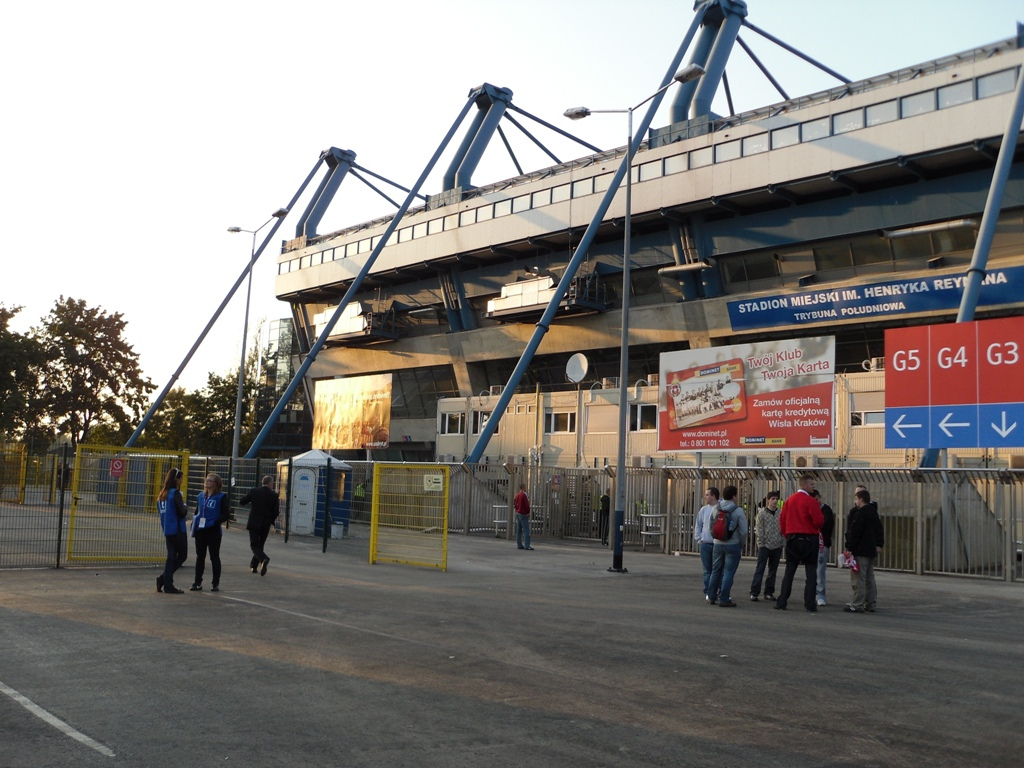
Exterior del estadio.
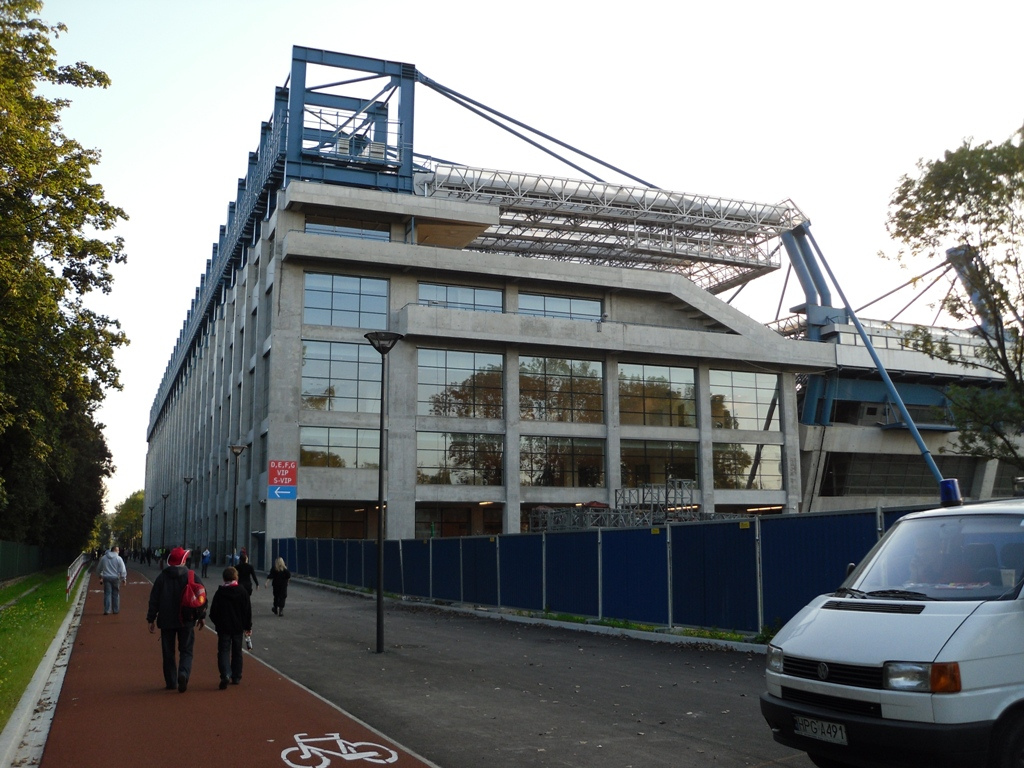
Exterior del estadio.
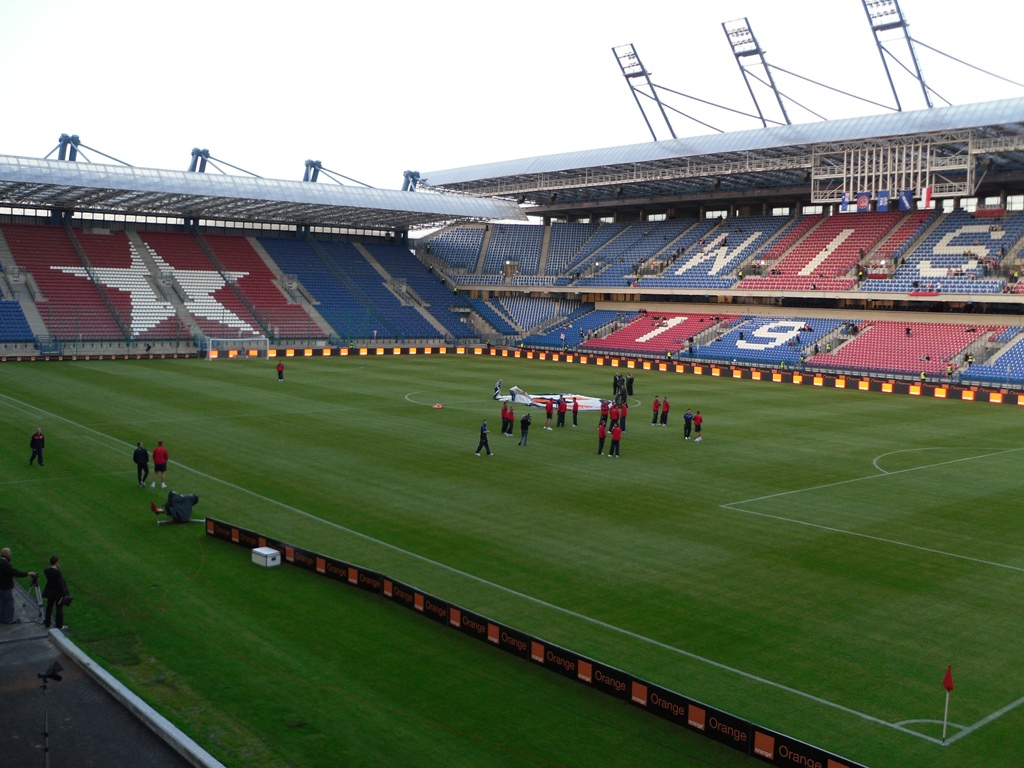
Interior del estadio antes de un partido.